# Ісаєнко Олександр Васильович
Олександр Васильович Ісаєнко (4 жовтня 1981, Орджонікідзе, Дніпропетровська область, Українська РСР — 19 серпня 2015, с. Старогнатівка, Волноваський район, Донецька область, Україна) — солдат Збройних сил України, кулеметник механізованого підрозділу (72-ї окрема механізована бригада, Біла Церква). Загинув під час війни на сході України.
Загинув під час виконання бойового завдання в районі с. Старогнатівка, Волноваський район, Донецька область.
Похований в місті Орджонікідзе, Дніпропетровська область, Центральна алея почесних громадян.

## Нагороди
Указом Президента України № 9/2016 від 16 січня 2016 року «за особисту мужність і високий професіоналізм, виявлені у захисті державного суверенітету та територіальної цілісності України, вірність військовій присязі» нагороджений орденом «За мужність» III ступеня (посмертно).